# Daniel Calvo
Daniel Calvo Panizo (ur. 11 lipca 1979 w Brukseli) – hiszpański piłkarz występujący na pozycji pomocnika. Zawodnik posiada również obywatelstwo belgijskie.

## Kariera
W swojej karierze Calvo występował w zespołach RSC Anderlecht, RSC Charleroi, KV Kortrijk, OH Leuven, UR Namur,
BX Brussels oraz Léopold FC.